# False Pretense – Der Schein trügt
False Pretense – Der Schein trügt (Originaltitel: Dead End) ist ein kanadischer Kriminalthriller aus dem Jahr 1998. Der deutsche Alternativfernsehtitel lautet Im Sternzeichen des Todes. Die Hauptrolle verkörperte Eric Roberts. 

## Handlung
Katie Compton begeht, wie es aussieht, Selbstmord. Der Polizist, Henry Smovinsky, der vor Jahren mit ihr verheiratet war, erhält das Sorgerecht für den gemeinsamen sechzehnjährigen Sohn Adam. Beide sind sich fremd und verstehen sich anfangs nicht gut. 
Henry findet heraus, dass seine Ex-Ehefrau eine Edelprostituierte im Polizeimilieu war und ermordet wurde. Die Kollegin von Henry, Maggie Furness, verdächtigt Adam, der untertaucht. Später wird Henry verdächtigt. Er findet Adam und sucht gemeinsam mit ihm den wahren Mörder, der als Freier in Katies Wohnung war. Als ihr Sohn nach Hause kam, kam es zu einem Streit und einem Handgemenge mit dem Kunden, woraufhin Katie über das Balkongeländer in die Tiefe stürzte. Der schuldige Polizist Dennis versucht Adam und Henry zu töten, wird aber von Maggie in Notwehr erschossen. In einem Happy End sind Henry, Adam, Maggie und ihre Tochter in einer Familienidylle vereint.

## Kritiken
Das Lexikon des internationalen Films schrieb, dass der Thriller „stimmig“ sei, aber ein Tempoproblem habe, weil er sich auf die Familiengeschichte konzentriere.

## Dies und das
Eliza Roberts, die Maggie Furness spielt, ist mit Eric Roberts verheiratet.